# Andreas Rehschuh
Andreas Rehschuh (* 1969 in Magdeburg) ist ein deutscher Schauspieler, Regisseur, Autor und Synchronsprecher. 

## Leben
Rehschuh wurde in Magdeburg geboren und wuchs in Dresden auf. Im DDR-Fernsehen der 1980er Jahre hatte er erste schauspielerische Rollen. Sein Schauspielstudium absolvierte er an der Hochschule für Musik und Theater „Felix Mendelssohn Bartholdy“ Leipzig.
Nach dem Studium folgte ein mehrjähriges Engagement am Schauspiel Leipzig, wo er unter anderem mit Wolfgang Engel, Johanna Schall, Alexander Lang, Konstanze Lauterbach, Armin Petras und Enrico Lübbe zusammenarbeitete. Im Jahr 2004 wurde er für sein Regiedebüt in Theater heute als bester Nachwuchsregisseur genannt. Seit 2001 arbeitet er freiberuflich als Schauspieler, Regisseur, Autor und Synchronsprecher. Mit dem Theater Titanick gab er Gastspiele in Südeuropa und Mexiko. Er lebt in Leipzig.

## Wirken

### Theaterregie (Auswahl)
- 2009: Drachenreiter nach Cornelia Funke, Hans Otto Theater, Potsdam[4]
- 2010: Momo nach Michael Ende, Hans Otto Theater, Potsdam[5]
- 2011: Die Weihnachtsgans Auguste von Andreas Rehschuh[6] nach Friedrich Wolf, Anhaltisches Theater, Dessau (Uraufführung)[7]
- 2012: Des Teufels drei goldene Haare von Andreas Rehschuh[8] nach den Brüdern Grimm, Anhaltisches Theater, Dessau (Uraufführung)[7]
- 2013: Der kleine Muck von Andreas Rehschuh[9] nach Wilhelm Hauff, Anhaltisches Theater, Dessau (Uraufführung)[7]
- 2013: Der Widerspenstigen Zähmung von William Shakespeare, Hans Otto Theater, Potsdam[1]
- 2014: Außer Kontrolle von Ray Cooney, Hans Otto Theater, Potsdam[1]
- 2014: Ladies Night von Stephen Sinclair und Anthony McCarten, Hans Otto Theater, Potsdam[1]
- 2014: Der kleine Prinz von Andreas Rehschuh[10] nach Antoine de Saint-Exupéry, neues theater Halle[11]
- 2013: Der nackte Wahnsinn nach Michael Frayn, Hans Otto Theater, Potsdam[12]
- 2014: Frühlings Erwachen! (Live Fast – Die Young) von Nuran David Calis / nach Frank Wedekind, Hans Otto Theater, Potsdam[13]
- 2015: Endstation Sehnsucht von Tennessee Williams, Neues Theater Halle[14]
- 2015: Stadt.Fest.Spiel "Lipsias Löwen", Stadtinszenierung anlässlich des 1000-jährigen Jubiläums der Stadt Leipzig, Theater Titanick (Uraufführung)[15]
- 2015: Katzelmacher von Rainer Werner Fassbinder, Hans Otto Theater, Potsdam[16]
- 2016: Terror von Ferdinand von Schirach, Hans Otto Theater, Potsdam[17]
- 2018: Heilig Abend von Daniel Kehlmann, Hans Otto Theater, Potsdam[18]
- 2018: Stülpner! (Die Legende vom Stülpner-Karl) von Andreas Rehschuh, Theater Chemnitz (Uraufführung)[19][20]
- 2019: The Play that goes wrong / Mord auf Schloß Haversham von Henry Lewis | Jonathan Sayer | Henry Shields, Pfalztheater Kaiserslautern[21][22]
- 2021: Endspiel (Fin de Partie) von Samuel Beckett, Pfalztheater Kaiserslautern[23][24]
- 2021: Doitscha von Adriana Altaras, Stadttheater Bremerhaven (Uraufführung)[25]

### Filmografie
- 1982: Vertrauen ist gut, TV-Episode der TV-Serie Geschichten übern Gartenzaun, DFF (Regie: Horst Zaeske)
- 1983: „Henning“ in Das Bleiglasfenster, TV-Episode der TV-Serie Der Staatsanwalt hat das Wort, DFF (Regie: Horst Zaeske)
- 1998: Konzertveranstalter in Schadensbegrenzung, TV-Episode der TV-Serie In aller Freundschaft, Das Erste (Regie: Bernhard Stephan)
- 2002: Sanitäter in Liebe ist die halbe Miete, TV-Komödie, ZDF (Regie: Gabi Kubach)
- 2002: Rüdiger Voller in Wer schön sein will, TV-Episode der TV-Serie TV-Episode der TV-Serie Für alle Fälle Stefanie, Sat 1 (Regie: Gunter Krää)

### Synchronsprechertätigkeiten
- 2012: „Henry“ in der Zeichentrickserie Prinzessin Lillifee